# زاوي بن زيري
زاوي بن زيري بن مناد الصنهاجي أول حكام طائفة غرناطة في عهد ملوك الطوائف، وابن زيري بن مناد مؤسس الدولة الزيرية في المغرب الأوسط.

## سيرته
كان لبني زيري وهم بطن من بطون صنهاجة، دولة تسيطر على مناطق واسعة في إفريقية من طرابلس إلى طنجة تحت لواء الدولة الفاطمية يحكمها أخوه بلقين بن زيري. وبعد وفاة بلقين خلفه ابنه منصور بن بلقين ومن بعده ابنه باديس بن منصور الذي حاول أعمامه وأعمام أبيه أن يخلعوه فدار بينهم قتال هلك فيه ماكسن بن زيري شقيق بلقين وزاوي. لما وجد بنو زيري تسلّط باديس وتمكنه، وعدم قدرتهم على خلعه. استأذن زاوي بن زيري الحاجب المظفر للعبور إلى الأندلس. بعدما علموا بحسن معاملة العامريين ومحاباتهم للبربر بالمال والمناصب، منذ أن انتهج الحاجب المنصور سياسة الاستقواء بالبربر لتقليل شوكة العرب والصقالبة في الجيوش الأندلسية، فاعتمد على البربر في مراكز القيادة في الجيوش، مما شجع ذلك عددًا من قبائل البربر الموالية للأمويين في المغرب على العبور إلى الأندلس ليستفيدوا من محاباة العامريين.
وبعد أن خلع محمد المهدي بالله الخليفة هشام المؤيد بالله عام 399 هـ، أساء المهدي معاملة البربر نكاية في العامريين، وحرّض العامة على الفتك بالبربر، وكان من نتائج ذلك مقتل حباسة بن ماكسن بن زيري ابن أخي زاوي، مما أشعل ثورة بني زيري، الذين التفوا وسائر البربر حول سليمان المستعين بالله المطالب بعرش الأندلس، ليبدأ بذلك دور البربر في فتنة الأندلس.
ولما نجح سليمان في الوصول إلى عرش الخلافة في شوال سنة 403 هـ بمساعدة البربر، كافأ بطون البربر لمساعدتهم إياه، فكان من نصيب بني زيري أن أقطعهم كورة إلبيرة. شرع بنو زيري بعد أن نزلوا إلبيرة في تأسيس غرناطة بعد أن وجدوا أن موقع إلبيرة لا يصلح للدفاع عنها. ثم عاون زاوي بن زيري علي بن حمود في مسيرته للاستيلاء على الخلافة في قرطبة في المحرم سنة 407 هـ، وقتل سليمان المستعين بالله. دعا خيران الصقلبي صاحب ألمرية عام 409 هـ، لخلافة عبد الرحمن المرتضى، وانضم إليه المنذر بن يحيى التجيبي صاحب سرقسطة وعدد من ولاة شرقي الأندلس. سار جيش المرتضى صوب قرطبة إلا أنهم توجهوا أولاً إلى غرناطة لقتال قبائل صنهاجة بقيادة زاوي بن زيري، ودارت بينهم معركة استمرت لأيام، انتهت بمقتل المرتضى وفرار خيران والمنذر.
رأي زاوي بن زيري أن الأندلس أرض اقتتال دائم، وأنه إن صمد بجيشه يومًا سيهزم في وقت آخر. لذا، قرر العودة إلى المغرب عام 410 هـ. ونزل بالقيروان في بلاط المعز بن باديس الزيري. واختار شيوخ البربر ابن أخيه حبوس بن ماكسن خلفًا له على غرناطة.